# Brachylaena neriifolia
Brachylaena neriifolia là một loài thực vật có hoa trong họ Cúc. Loài này được (L.) R.Br. mô tả khoa học đầu tiên.